# Masashi Nakayama
Masashi Nakayama (em japonês: 中山 雅史, Nakayama Masashi — Okabe, 23 de setembro de 1967) é um ex-futebolista e treinador de futebol japonês que atuava como atacante. Atualmente é técnico do Azul Claro Numazu, equipe da J3 League (terceira divisão japonesa). Destacou-se vestindo a camisa do Júbilo Iwata, clube que defendeu por 19 anos.

## Carreira
Nakayama iniciou a carreira atuando em times juvenis do Instituto Fujieda-Higashi, e em seguida foi para a Universidade de Tsukuba, onde jogou entre 1986 e 1989.
Em âmbito profissional, Gon (apelido que recebeu por ser supostamente parecido com Gonzo Onigawara, interpretado pelo humorista Takeshi Kitano) estreou em 1990, no Yamaha Motors (atual Júbilo Iwata), que disputava a Liga de Futebol do Japão (embrião da J. League). Com a mudança de nome do clube, o atacante, que já era titular, fez sua estreia na J. League em 11 de março de 1994. Três anos depois, conquista seu primeiro título e em 1998, recebe os prêmios de jogador mais valioso da temporada e de artilheiro do torneio, com 36 gols marcados - em abril do mesmo ano, marcou 4 hat-tricks em 4 partidas seguidas, tendo feito 16 gols no total. Repetiria o feito em 2000, quando seria novamente o goleador máximo do Campeonato Japonês. 
Até 2009, quando deixou o Júbilo, Nakayama continuava atuando em alto nível mesmo passando dos quarenta anos de idade. Em 2010, o atacante assinou com o Consadole Sapporo para ajudar o clube de Hokkaido a subir de divisão - o que viria a acontecer somente em 2011.
Na temporada 2012, Nakayama, que não jogara a J2 de 2011 por opção do então técnico Nobuhiro Ishizaki, foi novamente preterido pelo treinador do Consadole. O atacante disputaria sua primeira partida na J. League do mesmo ano - e última, até então, de sua carreira - contra o Yokohama F. Marinos. Ishizaki colocaria o veterano atacante em campo já aos 45 minutos do segundo tempo, apenas para que Gon batesse seu próprio recorde: o de jogador mais velho em atividade na competição (45 anos, 2 meses e 1 dia). Alegando problemas nos dois joelhos, ele anunciou sua primeira aposentadoria dos gramados pouco depois. Até então, o atacante era o maior artilheiro da história da primeira divisão japonesa, com 157 gols.
Em setembro de 2015, quase 3 anos depois de encerrar a carreira, Nakayama assinou contrato com o Azul Claro Numazu, time que disputava a semi-amadora JFL, a quarta divisão do futebol japonês. Ele já treinava no clube desde o início do mês, além de ter seu contrato renovado até 2017, quando a equipe tornou-se profissional.
Porém, sem ter disputado nenhum jogo oficial pelo Azul Claro, Nakayama anunciou sua aposentadoria definitiva como jogador em janeiro de 2020, quando acumulava ainda o cargo de técnico do time Sub-18. Em janeiro de 2021, foi anunciado que o ex-atacante seria o novo treinador do Júbilo Iwata, porém o atacante afirmou que "pretendia dar uma pausa na carreira de atleta". Em fevereiro do mesmo ano, Gon regressou ao Júbilo Iwata para exercer a função de auxiliar-técnico, além de lançar um canal no YouTube.
Em novembro de 2022, Gon regressou ao Azul Claro Numazu, desta vez para sua primeira experiência como treinador principal, substituindo Kazuhito Mochizuki.

## Seleção Japonesa
Nakayama, que já defendia a Seleção Japonesa de Futebol desde 1990, vestiu a camisa 10 da seleção nipônica em sua primeira participação numa Copa do Mundo, na França. Tendo em Hidetoshi Nakata sua principal estrela, os Samurais Azuis não conseguiu ao menos um tento nos duas primeiras partidas, e acabaram eliminados na fase de grupos da competição. Porém, no terceiro jogo, Gon fez, de cabeça, o primeiro gol japonês na história das Copas, contra a também estreante Jamaica. Em fevereiro de 2000, marcou o hat-trick mais rápido na história do futebol de seleções, contra Brunei, com apenas 3 minutos e 3 segundos de jogo. O feito aconteceu pelas Eliminatórias da Copa da Ásia de 2000.
Esteve presente ainda na Copa de 2002, co-sediada por Coreia do Sul e Japão, participando apenas do jogo contra a Rússia, e levando um cartão amarelo no final da partida. A última partida de Gon pelos Samurais Azuis foi em 2003. Jogou ainda 2 edições da Copa da Ásia (1988, ainda como amador, e 1992), além da Copa das Confederações de 2001.

## Participação emAnimes

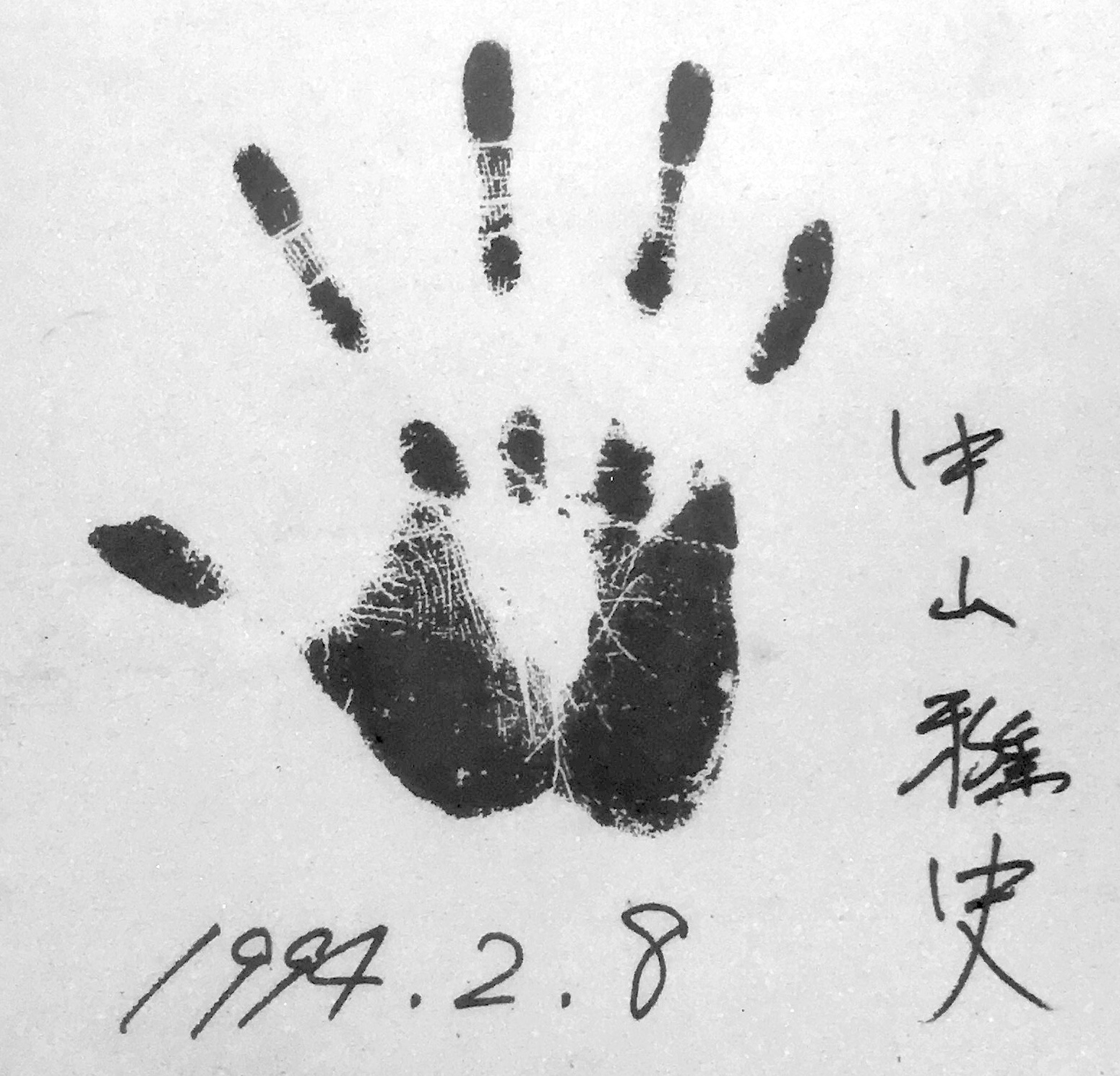
Um autógrafo de Nakayama, feito em 1994.

Gon também apareceu em Animes relacionados a futebol, como Hungry Heart Wild Striker (exibido pelo canal de TV Animax) participando de um treino dos jogadores do Akanegaoka (Outeiro Laranja, no Brasil). Também fez participação no Mangá Captain Tsubasa, quando alguns jogadores fictícios da história (entre eles Ryo Ishizaki, o primeiro amigo que Tsubasa fez no Nankatsu) se profissionalizaram e tiveram sua passagem pelo Júbilo Iwata, clube onde Nakayama se destacou durante quase toda a carreira.

## Títulos
Júbilo Iwata
- .Liga dos Campeões da AFC: 1998–99
- Supercopa Asiática: 1999
- Campeonato Japonês: 1997, 1999, 2002
- Copa do Imperador: 2003
- Supercopa do Japão: 2000, 2003, 2004

Japão
- Copa da Ásia: 1992